# Phi Serpentis
Phi Serpentis (φ Ser / φ Serpentis) é uma estrela na constelação de Serpens.
Phi Serpentis é uma estrela subgigante laranja tipo espectral K com uma magnitude aparente de +5.54. Ela se encontra a proximadamente 227 anos-luz da Terra e com magnitude absoluta de 1.3.